# Abasa

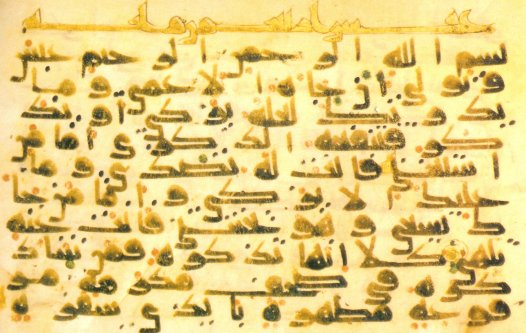
Vers 1-15.

'Abasa (arabiska: سورة عبس) ("Med bister min") är den åttionde suran i Koranen med 42 verser (ayah). Den skall ha uppenbarats för profeten Muhammed under dennes period i Mekka.
Enligt sunniter tillrättavisar den här suran Muhammed för att han inte fäste uppmärksamhet vid en fattig, blind man och istället bedrev en delegation mot Qureish-stammen för att få dem att konvertera till islam. Att tillrättavisa en profet i en helig skrift är ovanligt, men enligt sunnitiska lärda var det Muhammed och inte någon annan person som blev tillrättavisad.
Den blinda mannen omnämndes i Koranen, dock inte vid namn, alltmedan kalifer och många andra gudfruktiga muslimer inte fick detta privilegium. Gud påminner Muhammed att den blinde mannen kanske hade varit redo att ta emot predikningar om islam och förklarar att det tilltalade folket inte ansåg sig vara i behov av hjälp. Trots detta vände sig Muhammed till dessa, och ignorerade den blinde mannen.
Enligt shiamuslimer utgör inte denna sura någon kritik mot Muhammed, som enligt shi'itisk teologi är ofelbar, utan tillrättavisar snarare en separat grupp människor. Texten i Koranen nämner inte Muhammeds namn i sammanhanget. Den sunnitiska åsikten stödjer sig istället på hadither, vilka shiamuslimerna avvisar helt.